# 鹿毛利枝子
鹿毛 利枝子（かげ りえこ）は、日本の政治学者。東京大学大学院総合文化研究科教授。専門は政治過程論、比較政治学。非営利セクター・市民社会をめぐる研究を中心に行っている。京都大学時代は大嶽秀夫に師事した。Japanese Journal of Political Science誌（ケンブリッジ大学出版局刊）編集者。元世界政治学会（IPSA）理事会メンバー（第23期：2014年7月 - 2016年7月）。

## 経歴
東京都生まれ。経歴は次のとおり。

### 学歴
- 1990年（平成02年）6月 - ニューヨーク州・スカースデイル高等学校（Scarsdale High School）卒業
- 1995年（平成07年）3月 - 京都大学法学部卒業
- 1997年（平成09年）
  - 3月 - 同大学院法学研究科修士課程修了（法学修士）
  - 9月[7] - ハーバード大学大学院（政治学）に留学（2001年までフルブライト奨学生）[5]
- 2001年（平成13年）6月[7] - ハーバード大学大学院（政治学）Ph.D. Candidate（英語版）
- 2005年（平成17年）6月 - 同大学院修了、政治学博士号 (Ph.D)

### 職歴
- 2003年（平成15年）4月 - 神戸大学大学院法学研究科助教授
- 2005年（平成17年）4月 - ハーバード大学国際問題研究所客員研究員（2006年3月まで）
- 2007年（平成19年）
  - 4月 - 神戸大学大学院法学研究科准教授
  - 9月末 - 神戸大学退職
  - 10月 - 東京大学大学院総合文化研究科准教授
- 2020年（令和02年）4月 - 東京大学大学院総合文化研究科教授[8]

## 著書
- Civic Engagement in Postwar Japan: The Revival of a Defeated Society, (Cambridge University Press, 2010).[6]

## 論文
- 「制度認識と新党システム再編」大嶽秀夫編『政界再編の研究――新選挙制度による総選挙』（有斐閣、1997年）
- 「『族議員』不在の政策決定過程――1980年代日本の国際金融自由化（1-2）」『法学論叢』143巻1号／144巻2号（1998年）
- 「『ソーシャル・キャピタル』をめぐる研究動向――アメリカ社会科学における三つの『ソーシャル・キャピタル』（1-2）」『法学論叢』151巻3号／152巻1号（2002年）
- 「市民社会の集団・組織分析」『レヴァイアサン』40号（2007年）
- 「日本における団体参加の歴史的推移――第二次世界大戦のインパクト」『レヴァイアサン』41号（2007年）
- Japanese Liberal Democratic Party Support ,the Gender Gap, and Age: A New Approach, (co-authored with Daniel P. Aldrich（英語版）) British Journal of Political Science, published online on February 11th, 2011.